# Episodi de I cattivi di Valley View (seconda stagione)
La seconda stagione della serie televisiva I cattivi di Valley View va in onda negli Stati Uniti d'America dal 15 giugno al 1º dicembre 2023 su Disney Channel.
In Italia purtroppo la stagione rimane inedita.
| n° | Titolo originale                          | Titolo italiano | Prima TV USA      | Prima TV Italia |
| -- | ----------------------------------------- | --------------- | ----------------- | --------------- |
| 1  | Villan Number One                         |                 | 15 giugno 2023    | 2025            |
| 2  | Villan Number One                         |                 | 15 giugno 2023    | 2025            |
| 3  | Power Hungry                              |                 | 23 giugno 2023    | 2025            |
| 4  | Dojo Mojo                                 |                 | 30 giugno 2023    | 2025            |
| 5  | Overnight Success                         |                 | 7 luglio 2023     | 2025            |
| 6  | Party People                              |                 | 14 luglio 2023    | 2025            |
| 7  | Vases, Volcanoes & the Green-Eyed Monster |                 | 21 luglio 2023    | 2025            |
| 8  | Fired Up                                  |                 | 28 luglio 2023    | 2025            |
| 9  | The Scare                                 |                 | 4 agosto 2023     | 2025            |
| 10 | Family Secrets                            |                 | 11 agosto 2023    | 2025            |
| 11 | Power Struggle                            |                 | 18 agosto 2023    | 2025            |
| 12 | Hidden Hero                               |                 | 17 settembre 2023 | 2025            |
| 13 | The Promposal                             |                 | 24 settembre 2023 | 2025            |
| 14 | The Haunted Jukebox                       |                 | 29 settembre 2023 | 2025            |
| 15 | Guitar Hero                               |                 | 8 ottobre 2023    | 2025            |
| 16 | Bad Influence                             |                 | 15 ottobre 2023   | 2025            |
| 17 | A Tale of Two Havocs                      |                 | 22 ottobre 2023   | 2025            |
| 18 | The Return                                |                 | 29 ottobre 2023   | 2025            |
| 19 | A Very Villain Christmas                  |                 | 1 dicembre 2023   | 2025            |